# Johannes Brüning
Johannes Brüning (* 11. Februar 1590 in Osnabrück; † 27. September 1648 in Alfeld (Leine)) war ein deutscher lutherischer Theologe, Konsistorialrat und Generalsuperintendent der Generaldiözese Alfeld.

## Leben
Brüning absolvierte in Helmstedt und Wittenberg das Studium der Theologie, das er als Magister abschloss. 
Nach kurzen Tätigkeiten als Rektor in Lemgo und Bielefeld und als Pastor in Vallstedt wurde er 1617 Superintendent von Lichtenberg und Steinbrück. 1624 wurde er erster Pastor und Generalsuperintendent in Alfeld (Leine). Während des Dreißigjährigen Krieges wurde er 1630 von den Katholiken vertrieben, konnte aber 1631 wieder in sein Amt zurückkehren. Nach der Restitution des Hochstifts Hildesheim 1643 wurde er zum Mitglied des neu gebildeten Konsistoriums in Hildesheim ernannt.